# Ligne Barcelone - Vilanova - Valls
La ligne Barcelone - Vilanova - Valls est une ligne de chemin de fer espagnole qui appartient à ADIF reliant Barcelone à Valls en passant par la côte. La ligne commence à la bifurcation de la ligne de Vilafranca après la gare de Barcelone-Sants et se termine à la gare de La Plana - Picamoixons en se raccordant avec la ligne Tarragone - Reus - Lérida.
La ligne est à écartement ibérique et à double voie et les services qu'ils passent par la ligne sont des trains de banlieue, régionales et/ou de marchandises.

## Histoire
Le 22 octobre 1878, le transfert de la concession du Ferrocarril de Barcelona a Vilanova y Valls de Francisco Gumá à la Compañía de los Ferrocarriles de Valls a Vilanova y Barcelona (VVB) a été approuvé. Cette société sera renommée plus tard Compañía de los Ferrocarriles Directos de Madrid y Zaragoza en Barcelona. La ligne a été inaugurée le 29 décembre 1881.
À Barcelone, le terminus était situé aux Hortes de Sant Beltran près des Drassanes.

## Caractéristiques
Cette ligne part de la bifurcation qu'il y a entre la gare de Barcelone-Sants et la gare de L'Hospitalet de Llobregat de la ligne Barcelone - Vilafranca - Tarragone, après elle part en direction d'El Prat de Llobregat d'où elle se sépare de la ligne El Prat - Aéroport. En gare de Sant Vicenç de Calders, elle se raccorde de nouveau avec la ligne Barcelone - Vilafranca - Tarragone mais aussitôt elle se dirige vers Valls. À Roda de Berà, il y a une connexion et un changeur d'écartement avec la LGV Madrid-Barcelone-Figueras et enfin la ligne finit à la gare de La Plana - Picamoixons en se raccordant avec la ligne Tarragone - Reus - Lérida

## Exploitation
La gare terminus de la ligne se trouvait autrefois aux Hortes de Sant Beltran, près des Drassanes, mais elle a disparu lorsque la ligne a été unifiée avec la ligne Barcelone - Vilafranca - Tarragone, faisant qu'après la gare d'El Prat de Llobregat, vers Bellvitge, la ligne rejoint la ligne de Vilafranca et entre en gare de Barcelone-Sants.
Sur cette ligne, il y a eu des trains de la ligne R10 des Rodalies Barcelone qui circulait entre l'aéroport et la gare de Barcelone-França, mais à partir de 2009 ce service a été remplacé par ligne R2 Nord. De Sant Vicenç de Calders à Barcelone, il y a la ligne R2 des Rodalies Barcelone, puis le service se dirige vers Maçanet-Massanes. Il y a également des trains de moyenne et longue distance qui circulent.